# Friesenjung
Singles par Ski Aggu
Anders
(2023) Mietfrei
(2023)
Singles par Joost Klein
Bruder + Schwester
(2023) Droom Groot
(2023)
Singles par Otto Waalkes
Mexico
(2020)
Friesenjung est une chanson du rappeur allemand Ski Aggu et du musicien néerlandais Joost Klein sortie le 25 mai 2023. Le comédien allemand Otto Waalkes est également crédité comme interprète en raison de l'utilisation d'un sample de Friesenjung, sa parodie de la chanson Englishman in New York de Sting.

## Développement
Ski Aggu et Joost Klein se rencontrent durant l'été 2022, alors qu'il assurent tous les deux la première partie du rappeur américain Yung Gravy. Ils se lient d'amitié et décident de collaborer. Pour cela, ils se retrouvent dans un studio d'enregistrement à Berlin, où Joost Klein fait écouter à Ski Aggu le premier jet d'une chanson qu'il a produit avec Tantu Beats (en). Celle-ci utilise un sample de Friesenjung, la parodie de la chanson Englishman in New York de Sting enregistrée par le comédien allemand Otto Waalkes en 1993. Ski Aggu étant fan d'Otto Waalkes, il décide de retravailler la chanson avec Joost Klein et les producteurs Tantu Beats et Vieze Asbak.
À partir de mai 2023, Ski Aggu et Joost Klein commencent à teaser la chanson via des vidéos postées sur leurs comptes TikTok respectifs dans lesquelles ils demandent à Otto Waalkes la permission d'utiliser le sample de sa chanson. Celui-ci crée un compte TikTok le 23 mai 2023 pour poster à son tour une vidéo dans laquelle il donne aux deux artistes son autorisation. Le single sort deux jours plus tard, le 25 mai 2023.

## Clip vidéo
Le clip vidéo, dans lequel apparaissent Ski Aggu, Joost Klein et Otto Waalkes, incorpore des pas de hakken et des éléments du folklore néerlandais.

## Accueil
Friesenjung se classe numéro un dans les charts allemands pendant un mois. La chanson atteint également la première place du classement autrichien. Joost Klein est l'un des rares artistes néerlandais à voir l'un de ses titres en tête des classements de ces deux pays, 45 ans après Vader Abraham et sa chanson Das Lied Der Schlümpfe.

## Classements hebdomadaires
| Classement (2023-2024)        | Meilleure position |
| ----------------------------- | ------------------ |
| Allemagne (GfK Entertainment) | 1                  |
| Autriche (Ö3 Austria Top 40)  | 1                  |
| Global Excl. US (Billboard)   | 115                |
| Lituanie (Agata)              | 12                 |
| Pays-Bas (Single Top 100)     | 18                 |
| Pologne (Streaming Top 100)   | 84                 |
| Suède (Sverigetopplistan)     | 100                |
| Suisse (Schweizer Hitparade)  | 7                  |